# Micrathyria ringueleti
Micrathyria ringueleti – gatunek ważki z rodziny ważkowatych (Libellulidae).